# La Couvertoirade

La Couvertoirade este o comună în departamentul Aveyron din sudul Franței. În 1 ianuarie 2022 avea o populație de 200 de locuitori.